# Magleby (Slagelse Kommune)
 Denne artikel omhandler byen Magleby (Slagelse Kommune). Der er også andre byer med dette navn, se Magleby.
Magleby ligger på Sydvestsjælland ca. 4 kilometer sydøst for Skælskør og er en typisk landsby med kirken som centrum.
Det var i denne by at Frederikssund-arkitekten Børge Nagel voksede op.